# Олійник Олексій Прокопович

Могила Олексія Олійника

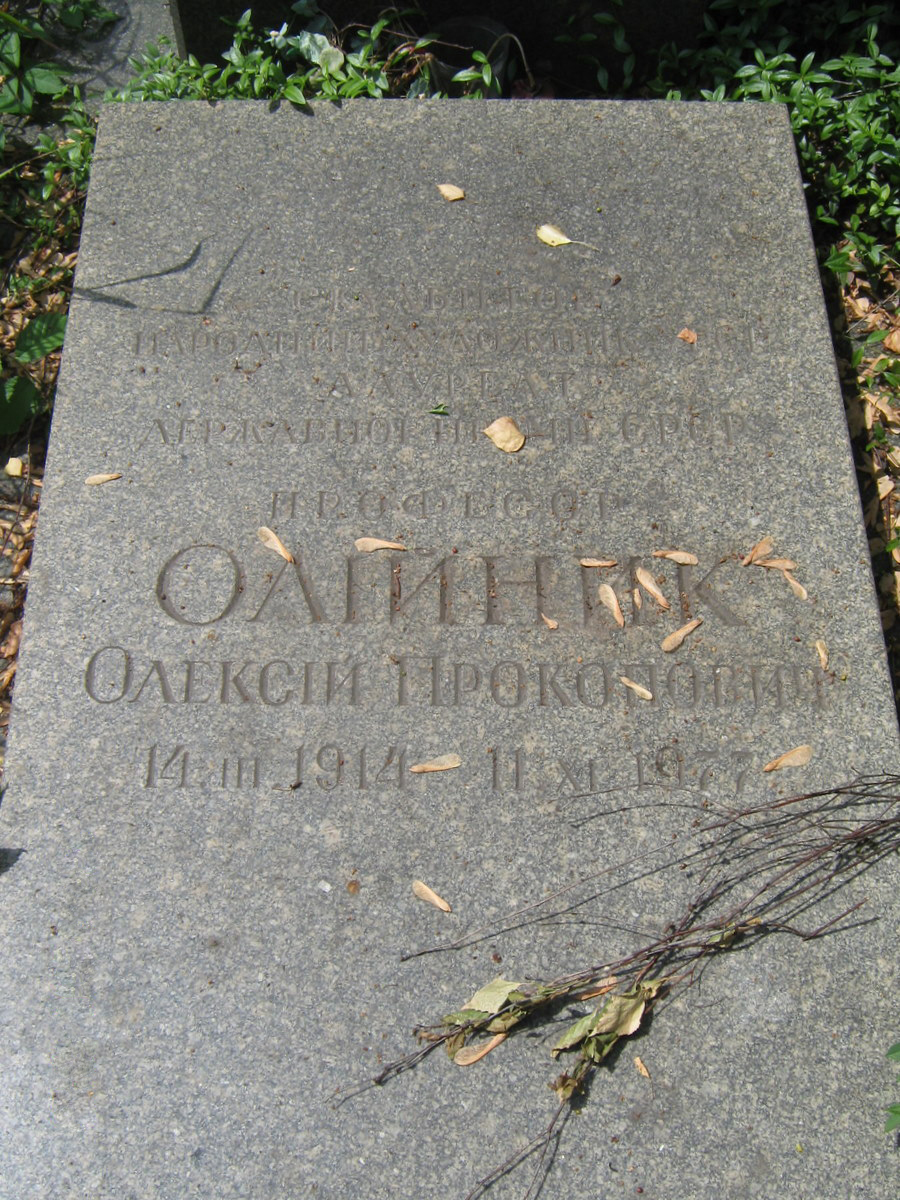
Могила Олексія Олійника

Олійник Олексій Прокопович (14 березня 1914, Іванівка — 11 листопада 1977, Київ) — український радянський скульптор, народний художник УРСР (з 1963 року), лауреат Сталінської премії.

## Біографія
Народився 14 березня 1914 в селі Іванівці (тепер Петриківського району Дніпропетровської області). Навчався у Дніпропетровському художньому училищі. У 1947 році закінчив Київський художній інститут, де навчався у М. Гельмана та М. Лисенка.
З 1947 року викладав у Київському художньому інституті, з 1960 року — професор. Член КПРС з 1963 року.
Помер у Києві 11 листопада 1977 року. Похований на Байковому кладовищі.

## Нагороди
Нагороджений орденом Трудового Червоного Прапора (1964) та Сталінською премією (1951).

## Твори

### Станкові скульптури
- «Сталевар І.  Невчас» (1949)
- «Ходак у В. І. Леніна» (1951)
- «Портрет Героя Соціалістичної Праці Л. Водолаги» (1951)
- «В. І. Ленін» (1953)
- «Т. Шевченко» (1964)
- «Портрет письменника Івана Ле» (1974)

### Пам'ятники
- Погруддя Панаса Мирного (Полтава, 1951)
- Пам'ятник Тарасові Шевченку (Оквілл, Канада, 1951)
- Пам'ятник Тарасові Шевченку (Донецьк, 1955)
- Пам'ятник В. І. Леніну (Дніпропетровськ), 1957, у співавторстві
- Пам'ятник Тарасові Шевченку (Моринці, 1956), у співавторстві зі скульптором Макаром Вронським
- Олександрові Пушкіну (Тернопіль), 1959, у співавторстві
- Пам'ятник С. В. Руднєву (Путивль, 1961)
- Пам'ятник В. І. Леніну (Харків, 1963)
- Пам'ятник Д. Мануїльському (Київ, 1966)
- Пам'ятник Г. Петровському (Київ, 1970)
- Пам'ятник С. П. Корольову (Житомир, 1971)
- Меморіальний комплекс жертвам фашизму в с. Кортелісах Волинської області (1980).
- Пам'ятник Богданові Хмельницькому (Хмельницький, 1955)

### Надгробки
- О. А. Петрусенко на Байковому кладовищі в Києві.
- О. С. Пащенко на Байковому кладовищі в Києві.